# Platja de Calassanç
La platja de Calassanç era una platja del municipi de Sant Feliu de Guíxols (Baix Empordà), situada a la badia de Sant Feliu, entre la punta dels Guíxols, a ponent, i el puig de les Forques, a llevant, sobre la que es va construir el moll del port de Sant Feliu de Guíxols. Actualment només en resta una petita platja de 19 m de longitud i 15 m d'amplada, formada per sorra fina i còdols, entre la punta del Guíxols i la Llotja dels Pescadors.
El nom de Calassanç es diu popularment que ve de 'cala del Sant', en relació al martiri de Sant Feliu l'Africà.
| «                                              | Des dels Guíxols sou llançat al mar, amb una gran mola. Un àngel des del cel vola i a la platja us ha portat que en honra vostra es diu Calassanç des d'aquell dia. | » |
| — Goigs del gloriós màrtir sant Feliu l'Africà | |   |